# روبرت كرين
الدكتور روبرت كرين (بالإنجليزية: Dr. Robert Dickson Crane)‏ سياسي أمريكي، كان مستشار الرئيس الأمريكي نيكسون للشؤون الخارجية، في عام 1959م حصل على الدكتوراه في القانون العام ثم الدكتوراه في القانون الدولي والمقارن، ورئيس جمعية هارفارد للقانون الدولي، ونائب مدير مجلس الأمن القومي في البيت الأبيض سابقاً، ويعتبر أحد كبار الخبراء السياسيين في أمريكا، ومؤسس مركز الحضارة والتجديد في أمريكا.

## كتبه ومقالاته
نشر عشرة كتب، وخمسين مقالة اختصاصية حول الأنظمة القانونية المقارنة والاستراتيجية العالمية وإدارة المعلومات.

## إسلامه
بعد حصوله على شهادة الماجستير في الأنظمة القانونية المقارنة من جامعة هارفارد. أسس صحيفة هارفارد للقانون الدولي وتسلم منصب الرئيس الأول لجمعية هارفارد للقانون الدولي، عمل لمدة عقد من الزمن في المراكز الاستشارية لصناع السياسة في واشنطن.
وفي عام 1961م شارك في تأسيس مركز الدراسات الاستراتيجية الدولية. وفي عام 1963م وحتى عام 1968م كان أكبر مستشاري الرئيس السابق ريتشارد نيكسون في السياسة الخارجية، وفي عام 1969م عينه نيكسون نائباً لمدير مجلس الأمن القومي في البيت الأبيض، وفي عام 1981م عينه رونالد ريغان سفيراً للولايات المتحدة في الإمارات العربية.
كلفه نيكسون بتلخيص مجموعة من تقارير المخابرات الأمريكية كان قد طلبها منهم لموضوع كان يكتب عنه فوافاه بملف كامل عن الأصولية الإسلامية وعدد كبير من التقارير والبحوث لا يسمح له وقته بقراءتها، ومع أن التقرير مكتوب بأيدي المخابرات الأمريكية وليس بأيد إسلامية إلا أنه ترك عند روبرت أثر حسن وقرعت معلوماته شغاف قلبه.
في عام 1980م تابع بأمر من حكومته ندوات ومؤتمرات عن الإسلام شارك فيها عدد من قادة الفكر الإسلامي، إضافة إلى لقائه مع البروفسور روجيه جارودي في دمشق وأفكاره لذلك وجد أن الإسلام هو الحل الوحيد، فهو الذي يحمل العدالة في مقاصد الشريعة وفي الكليات والجزئيات والضروريات، وهو كمحام كان يسعى إلى مبادئ ليست من وضع البشر، وكل هذه المثل العليا وجدها في الإسلام، وهكذا انشرح قلبه للإسلام ومن يومها في عام 1980م أعلن إسلامه وأطلق على نفسه اسم فاروق عبد الحق.
وهكذا أصبح د. فاروق عبد الحق (د. روبرت كرين سابقا)، منذ ذلك الوقت أخذ يهتم في مستقبل الإسلام في أمريكا وله طروحات مهمة في المؤتمر الرابع والعشرين للاتحاد الإسلامي في أمريكا الشمالية المعروف اختصاراً بـ ISNA والذي عقد في الفترة ما بين 29/8 إلى 1/9/1986م بمدينة أنديانا بوليس، والذي خصص لمناقشة مستقبل الإسلام في أمريكا الشمالية، وهو حين يوجه النقد إلى الغرب لنظرته المنحازة والقاصرة تجاه الإسلام، فانه لا ينسى توجيه اللوم إلى بعض المسلمين في الشرق أو الغرب ممن لا يفهمون ولا يطبقون التعاليم الإسلامية، فمن الصعب كما يقول: «أن تفهم الغربيين حقيقة الإسلام لأن الكثير من المسلمين الذين يعيشون في الغرب لا يمارسون ولا يعيشون حسب تعاليم الإسلام».